# عتبة

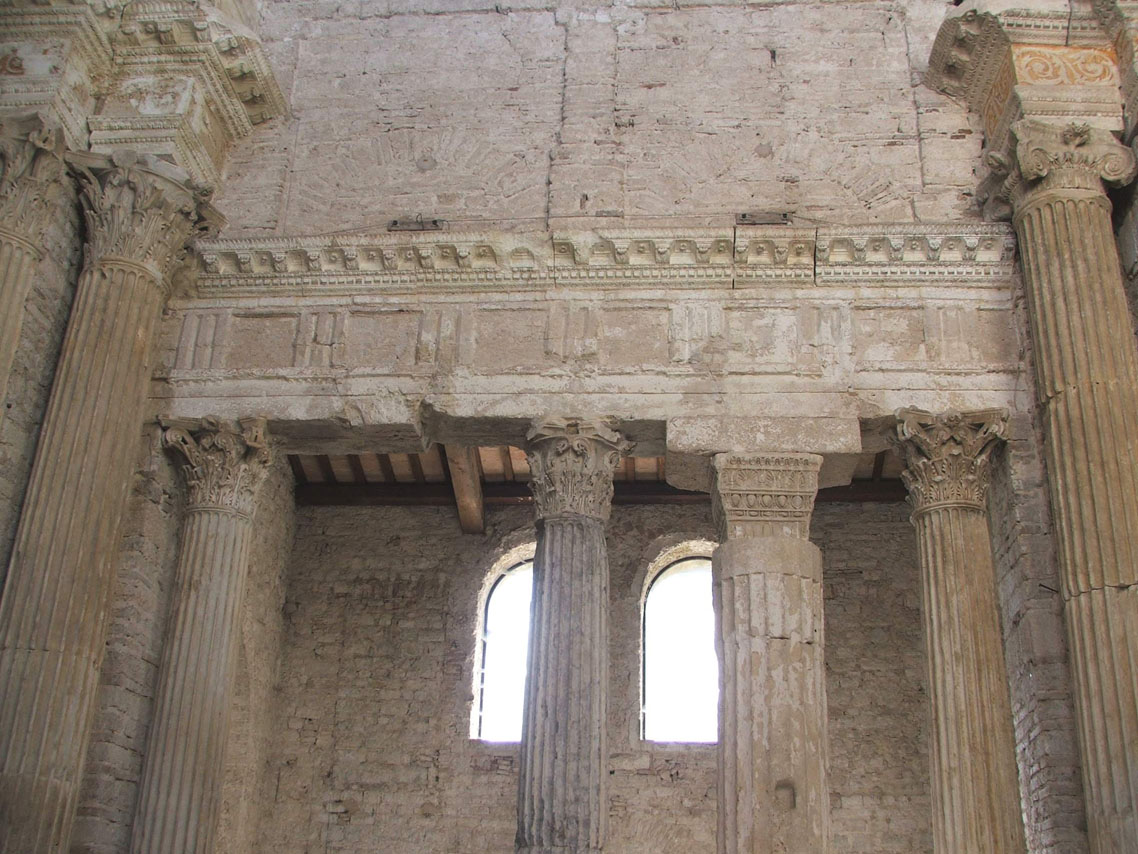
كاتدرائية سان سالفاتوري، سبوليتو، إيطاليا

العتبة هي عنصر معماري مستطيل ترتكز على تيجان الأعمدة. وهي أدنى جزء من السطح المعمد التي تتكون من العتبة والإفريز وكورنيش. انشائياً تعتبر جائز رئيسًا. وهي تستخدم أساسا في الكنائس والكَتدرائيات، وغيرها من المباني الدينية. كما يمكن استخدامها في المنازل الحديثة.

## الأسماء
النِّجَاف أو ساكف الباب أو السَّاكِف أو الجِنت أو الأُسْكُفّة أو العَرَقة أو عتبة الباب أو النافذة العيا